# 滝ノ道ゆずる
滝ノ道ゆずる（たきのみちゆずる）とは、大阪府箕面市の公式キャラクターである。箕面の自然の良さを全国にアピールするために作られた。

## プロフィール
- 名前：滝ノ道ゆずる（たきのみちゆずる）
- 仕事：大粒で風味や香りの良い「箕面の柚子（ゆず）」をアピールする
- 出没地：「箕面の柚子」をアピールする場所
- 趣味：滝道散歩
- 口癖：「拙者」「ござる」
- 誕生日：2009年7月26日（毎年の箕面まつりで誕生会が開催されている）

## 活動実績

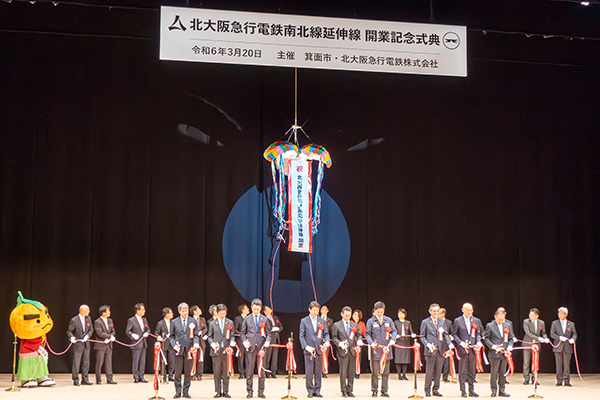
北大阪急行電鉄南北線延伸線開業記念式典。画像左端が滝ノ道ゆずる

2010年に開催された第1回ゆるキャラグランプリから参加している。
- ゆるキャラグランプリ2010：全国14位（170キャラ中）
- ゆるキャラグランプリ2011：全国9位（349キャラ中）・近畿地区1位
- ゆるキャラグランプリ2012：全国10位（865キャラ中）・近畿地区1位
- ゆるキャラグランプリ2013：全国13位（1580キャラ中）・近畿地区1位
- ゆるキャラグランプリ2014：全国13位（1699キャラ中）・近畿地区2位
- ゆるキャラグランプリ2015：全国28位（1727キャラ中）・近畿地区1位
- ゆるキャラグランプリ2016：全国5位（1421キャラ中） ・近畿地区1位
- ゆるキャラグランプリ2017：ご当地ランキング全国9位（681キャラ中） ・近畿地区2位
- ゆるキャラグランプリ2018：ご当地ランキング全国5位（507キャラ中） ・近畿地区2位
- ゆるキャラグランプリ2019：ご当地ランキング全国4位（427キャラ中） ・近畿地区2位
- ゆるキャラグランプリ2020 THE FINAL : ご当地ランキング全国4位（397キャラ中） ・近畿地区2位

2013年にアサヒ飲料の十六茶のCMにて、大阪代表として新垣結衣と共演している。
2013年にスズキのスズキ・アルトエコのCMにて、大阪代表として香里奈、西田敏行、小林星蘭と共演している。
2023年6月12日には、箕面有料道路（箕面グリーンロード）内の箕面トンネルの愛称に採用され、「滝ノ道ゆずるトンネル」とされた。

## 誕生まで
デザインと名称は公募により選定された。
デザインは2009年6月に公募され、627点の応募があった。イラストレーターの佐藤邦雄を委員長とする選考委員会が開かれたが、優秀作品を3点に絞ったものの意見が二分したため、2つの作品について市民の判断に委ねることとして、同年7月26日の箕面まつりにおいて決選投票を実施することとされた。その結果、福岡県北九州市在住の男性のデザインが有効投票数4137票のうち2327票を獲得し、最優秀賞として決定した。
愛称は2009年8月に募集され、456点の応募作品から大阪府箕面市在住の女性の「たきのみちゆずる」が選定された。「たきのみち」は観光地の「箕面の滝道」から、「ゆずる」は「柚子（ゆず）」と「譲る（ゆずる）」という2つの意味から名付けられた。

## 商標など
キャラクターやロゴは、箕面商工会議所に商標登録されている。